# Влодзімеж Ольшевський (режисер)
Влодзімеж Ольшевський (пол. Włodzimierz Olszewski; нар. 29 січня 1936, Лодзь — пом. 18 лютого 2011, Лодзь) — польський режисер.
Випускник відділу механіки в Лодзькій політехніці. Похований на католицькій частині Старого кладовища на вул. Огродова. 

## Фільмографія
- 1975: Бенямишек (пол. Beniamiszek)
- 1978: Випробування вогнем і водою (пол. Próba ognia i wody)
- 1981: Вірні шрами (пол. Wierne blizny)
- 1984: Контрабандисти (пол. Przemytnicy)
- 1988: Вигин (пол. Zakole)